# Efecto champán

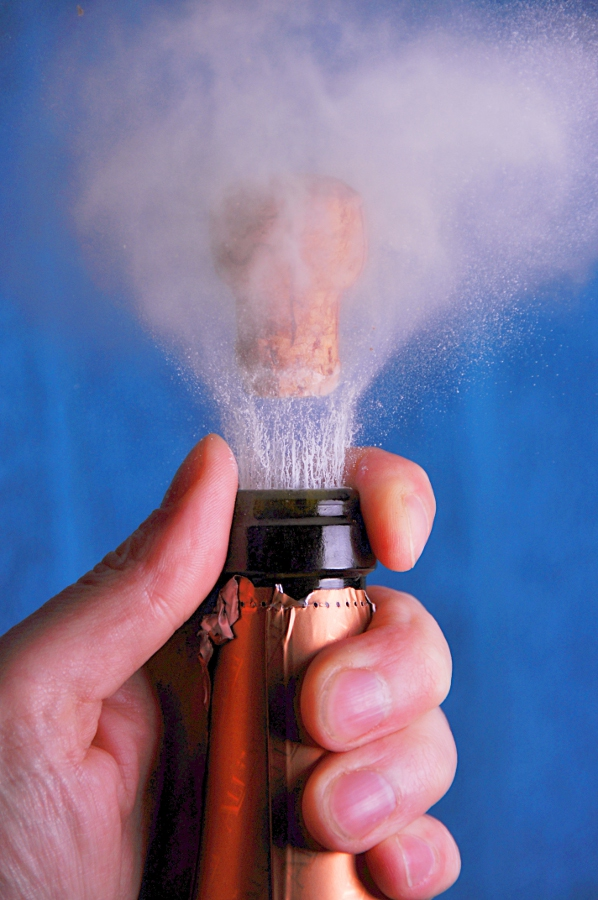
Al descorchar una botella de champán la mezcla de líquido y gas sale con fuerza

El efecto champán es la reducción de la demanda de un producto o servicio después de una temporada de gran éxito. Es un término utilizado en el periodismo económico.
La metáfora es claraː cuando se descorcha una botella de champán, la mezcla de líquido y gas sale con fuerza, pero la pierde al cabo de corto tiempo.